# Seništa
Seništa (izvirno srbsko Сеништа) je naselje v Srbiji, ki upravno spada pod Občino Nova Varoš; slednja pa je del Zlatiborskega upravnega okraja.

## Demografija
V naselju živi 245 polnoletnih prebivalcev, pri čemer je njihova povprečna starost 54,3 let (51,3 pri moških in 57,3 pri ženskah). Naselje ima 112 gospodinjstev, pri čemer je povprečno število članov na gospodinjstvo 2,34.
To naselje je, glede na rezultate popisa iz leta 2002, večinoma srbsko, a v času zadnjih treh popisov je opazno zmanjšanje števila prebivalcev.
Најбројније презиме у Сеништима је Селаковић, а поред њих у овом селу живе и Мутавџићи, Вуковићи, Маринковићи, Мраковићи, Јовановићи, Варагићи, Чорбићи и Љубојевићи.
|  |

| Demografija | Demografija     | Demografija     |
| Leto        | Št. prebivalcev | Št. prebivalcev |
| ----------- | --------------- | --------------- |
|             |                 |                 |
|             |                 |                 |
|             |                 |                 |
|             |                 |                 |
| 1948        | 864             |                 |
| 1953        | 851             |                 |
| 1961        | 866             |                 |
| 1971        | 623             |                 |
| 1981        | 475             |                 |
| 1991        | 359             | 354             |
| 2002        | 262             | 262             |
|             |                 |                 |

| Etnična sestava po popisu iz leta 2002 | Etnična sestava po popisu iz leta 2002 | Etnična sestava po popisu iz leta 2002 | Etnična sestava po popisu iz leta 2002 | Etnična sestava po popisu iz leta 2002 |
| -------------------------------------- | -------------------------------------- | -------------------------------------- | -------------------------------------- | -------------------------------------- |
| Srbi                                   | Srbi                                   |                                        | 260                                    | 99,23%                                 |
| Črnogorci                              | Črnogorci                              |                                        | 1                                      | 0,38%                                  |
| Neznano                                | Neznano                                |                                        | 0                                      | 0,0%                                   |